# Icosteus aenigmaticus
Icosteus aenigmaticus ist ein über zwei Meter lang werdender Vertreter der Barschverwandten (Percomorphaceae). Er ist systematisch isoliert und gehört einer eigenen Familie an.
Die Tiere kommen im Nordpazifik von Japan über Alaska bis Südkalifornien in Tiefen von 0 bis 1420 Metern vor und fressen Fische, Kopffüßer und Quallen. Die Fische leben bodennah, die Jungfische in flacheren Regionen.

## Merkmale
Icosteus aenigmaticus hat als adulter Fisch einen seitlich abgeflachten, oval langgestreckten Körper von schokoladenbrauner Farbe. Die Flossen haben keine Hartstrahlen. Die Bauchflossen fehlen, die Schwanzflosse ist gegabelt. Sie sind schuppenlos bzw. sie haben kleine, in der Haut eingewachsene Schuppen. Jungfische sind mehr hochrückig, haben eine abgerundete Schwanzflosse, 5 Bauchflossenstrahlen und sind leicht violett gefärbt mit unregelmäßigen gelben und braunen Flecken.
Flossenformel: Dorsale 52–55, Anale 34–40